# Trifolium obscurum
Trifolium obscurum é uma espécie de planta com flor pertencente à família Fabaceae. 
A autoridade científica da espécie é Savi, tendo sido publicada em Obs. Trif. 31, f. 1.
O seu nome comum é trevo.

## Portugal
Trata-se de uma espécie presente no território português, nomeadamente em Portugal Continental.
Em termos de naturalidade é nativa da região atrás indicada.

## Protecção
Não se encontra protegida por legislação portuguesa ou da Comunidade Europeia.